# Rally de Córcega de 2016
El Rally de Córcega de 2016, oficialmente 59ème Tour de Corse – Rallye de France, fue la quincuagésima novena edición y la décima ronda de la temporada 2016 del Campeonato Mundial de Rally. Se celebró del 30 septiembre al 2 de octubre y contó con un itinerario de 10 tramos sobre asfalto que sumaron un total de 390.92 km cronometrados. Fue también la décima ronda de los campeonatos WRC 2 y WRC 3.
Sébastien Ogier se quedó con la victoria con un tiempo de 4:07:17.0 dejando por detrás a Neuville a 46.4s y a Mikkelsen a más de un minuto.

## Itinerario
| Día            | Tramo | Nombre                                    | Distancia | Ganador de la etapa               | COche                 | Tiempo  | Líder de la general |
| -------------- | ----- | ----------------------------------------- | --------- | --------------------------------- | --------------------- | ------- | ------------------- |
| Día 1 (30 Sep) | SS1   | Acqua Doria - Albittreccia 1              | 49.72 km  | Sébastien Ogier                   | Volkswagen Polo R WRC | 30:24.1 | Sébastien Ogier     |
| Día 1 (30 Sep) | SS2   | Plage du Liamone - Sarrola-Carcopino 1    | 29.12 km  | Sébastien Ogier                   | Volkswagen Polo R WRC | 18:39.6 | Sébastien Ogier     |
| Día 1 (30 Sep) | SS3   | Acqua Doria - Albittreccia 2              | 49.72 km  | Sébastien Ogier                   | Volkswagen Polo R WRC | 30:11.6 | Sébastien Ogier     |
| Día 1 (30 Sep) | SS4   | Plage du Liamone - Sarrola-Carcopino 2    | 29.12 km  | Sébastien Ogier                   | Volkswagen Polo R WRC | 18:37.5 | Sébastien Ogier     |
| Día 2 (1 Oct)  | SS5   | Orezza - La Porta - Valle di Rostino 1    | 53.72 km  | Kris Meeke                        | Citroën DS3 WRC       | 35:36.5 | Sébastien Ogier     |
| Día 2 (1 Oct)  | SS6   | Novella - Pietralba 1                     | 30.80 km  | Sébastien Ogier Andreas Mikkelsen | Volkswagen Polo R WRC | 18:26.2 | Sébastien Ogier     |
| Día 2 (1 Oct)  | SS7   | Orezza - La Porta - Valle di Rostino 2    | 53.72 km  | Sébastien Ogier                   | Volkswagen Polo R WRC | 35:38.1 | Sébastien Ogier     |
| Día 2 (1 Oct)  | SS8   | Novella - Pietralba 2                     | 30.80 km  | Thierry Neuville                  | Hyundai i20 WRC       | 19:06.1 | Sébastien Ogier     |
| Día 3 (2 Oct)  | SS9   | Antisanti - Poggio di Nazza               | 53.78 km  | Kris Meeke                        | Citroën DS3 WRC       | 33:11.6 | Sébastien Ogier     |
| Día 3 (2 Oct)  | SS10  | Porto-Vecchio - Palombaggia (Power-Stage) | 10.42 km  | Kris Meeke                        | Citroën DS3 WRC       | 6:09.0  | Sébastien Ogier     |

### Power Stage
El power stage al igual que en las anteriores carreras fue la última etapa del rally y tuvo un recorrido total de 10.42 km.
| Pos | Piloto            | Coche                 | Tiempo | Dif. | Pts |
| --- | ----------------- | --------------------- | ------ | ---- | --- |
| 1   | Kris Meeke        | Citroën DS3 WRC       | 6:09.0 | 0.0  | 3   |
| 2   | Andreas Mikkelsen | Volkswagen Polo R WRC | 6:09.5 | +0.5 | 2   |
| 3   | Sébastien Ogier   | Volkswagen Polo R WRC | 6:10.6 | +1.6 | 1   |

## Clasificación final
| Pos.                  | No.                   | Piloto                | Copiloto              | Equipo                           | Coche                 | Tiempo                | Diferencia            | Puntos                |                       |
| Clasificación General | Clasificación General | Clasificación General | Clasificación General | Clasificación General            | Clasificación General | Clasificación General | Clasificación General | Clasificación General | Clasificación General |
| --------------------- | --------------------- | --------------------- | --------------------- | -------------------------------- | --------------------- | --------------------- | --------------------- | --------------------- | --------------------- |
| 1                     | 1                     | Sébastien Ogier       | Julien Ingrassia      | Volkswagen Motorsport            | Volkswagen Polo R WRC | 4:07:17.0             | 0.0                   | 26                    |                       |
| 2                     | 3                     | Thierry Neuville      | Nicolas Gilsoul       | Hyundai Motorsport               | Hyundai i20 WRC       | 4:08:03.4             | +46.4                 | 18                    |                       |
| 3                     | 9                     | Andreas Mikkelsen     | Anders Jæger          | Volkswagen Motorsport II         | Volkswagen Polo R WRC | 4:08:27.0             | +1:10.0               | 17                    |                       |
| 4                     | 2                     | Jari-Matti Latvala    | Miikka Anttila        | Volkswagen Motorsport            | Volkswagen Polo R WRC | 4:08:52.6             | +1:35.6               | 12                    |                       |
| 5                     | 8                     | Craig Breen           | Scott Martin          | Abu Dhabi Total World Rally Team | Citroën DS3 WRC       | 4:09:35.6             | +2:18.6               | 10                    |                       |
| 6                     | 20                    | Hayden Paddon         | John Kennard          | Hyundai Motorsport N             | Hyundai i20 WRC       | 4:09:53.1             | +2:36.1               | 8                     |                       |
| 7                     | 4                     | Dani Sordo            | Marc Martí            | Hyundai Motorsport               | Hyundai i20 WRC       | 4:10:23.9             | +3:06.9               | 6                     |                       |
| 8                     | 6                     | Eric Camilli          | Benjamin Veillas      | M-Sport World Rally Team         | Ford Fiesta RS WRC    | 4:12:10.9             | +4:53.9               | 4                     |                       |
| 9                     | 5                     | Mads Østberg          | Ola Fløene            | M-Sport World Rally Team         | Ford Fiesta RS WRC    | 4:12:54.7             | +5:37.7               | 2                     |                       |
| 10                    | 12                    | Ott Tänak             | Raigo Mõlder          | DMACK World Rally Team           | Ford Fiesta RS WRC    | 4:13:43.6             | +6:26.6               | 1                     |                       |
| 16                    | 7                     | Kris Meeke            | Paul Nagle            | Abu Dhabi Total World Rally Team | Citroën DS3 WRC       | 4:29:52.2             | +22:35.2              | 3                     |                       |